# Mekhilta
Mekhilta, på hebreiska: מכילתא, även känd som Mekhita de-Rabbi Ishmael, är en judisk skrift. Verket är en kommentar, midrash, i enlighet med halacha och fokuserar enbart på den Andra Moseboken, Exodus. Den innehåller en del material som kan beskrivas som hagadah, det vill säga berättelser innehållande historiska anekdoter, folklore och predikningar. Troligen författades verket under tannaim.